# 紅外過量
紅外過量是對天文源（通常是恆星）的測量值，在它們的光譜能量分佈中，測量的紅外線通量比假設恆星是黑體輻射體時所預期的要大。紅外線過量通常是星際塵埃被星光加熱並以更長波長重新發射的結果。它們常見於年輕恆星天體和漸近巨星支或演化得更老的恆星。 
此外，監測恆星系統的紅外過量發射是一種可能的方法：可以搜索假設的外星文明大規模的恆星工程專案；例如戴森球或戴森群。如果將上述結構在接近 300 K 的溫度下視為 黑體，則這種紅外過量將是上述結構發出的廢熱的結果。